# Panisea zeylanica
Panisea zeylanica är en orkidéart som först beskrevs av Joseph Dalton Hooker, och fick sitt nu gällande namn av Leonid Vladimirovitj Averjanov. Panisea zeylanica ingår i släktet Panisea och familjen orkidéer. Inga underarter finns listade i Catalogue of Life.